# Johannes Thiele (Zoologe)

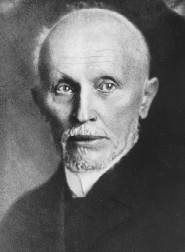
Johannes Thiele (1860–1935)

Karl Emil Hermann Johannes Thiele (* 1. Oktober 1860 in Goldap, Ostpreußen; † 5. August 1935) war ein deutscher Zoologe und Spezialist auf dem Gebiet der Malakologie.

## Leben
Johannes Thiele studierte Naturwissenschaften bei Franz Eilhard Schulze an der Friedrich-Wilhelms-Universität Berlin, dann an der Ruprecht-Karls-Universität Heidelberg und promovierte im Jahr 1886 mit der Doktorarbeit Die Mundlappen der Lambellibranchiaten. Danach war er Assistent bei der Zoologischen Station Neapel, ab 1891 Assistent am Königlichen Zoologischen und Anthropologisch-Ethnographischen Museum Dresden, ab 1895 im Zoologischen Institut Straßburg, wo er die von Ludwig Döderlein in Japan gesammelten Schwämme bearbeitete, und ab 1896 im Zoologischen Institut in Göttingen. 1898 wechselte er an das Zoologische Institut der Landwirtschaftlichen Hochschule Berlin. Von 1899 bis 1905 betreute er – zunächst als wissenschaftlicher Hilfsarbeiter, ab 1903 als Kustos – die Crustaceen-Abteilung am Museum für Naturkunde Berlin der Berliner Universität. Er habilitierte sich mit einer Habilitationsschrift über Entomologie und wurde zum Professor berufen.
Danach übernahm er als Nachfolger von Eduard von Martens die Kustodie in der Molluskenabteilung des Museums, die er bis zu seiner Pensionierung im Jahre 1925 innehatte. Thiele veröffentlichte einige maßgebliche Werke zur Systematik der Mollusken. Besondere Bedeutung erwarb er sich durch den Vorschlag einer neuen Systematik der Mollusken, die über Jahrzehnte großen Einfluss haben sollte. Seine Vorstellungen zu den Verwandtschaftsverhältnissen innerhalb der Mollusken, insbesondere der Schnecken, wurden erst im Jahre 1997 durch die Veröffentlichung einer kladistischen Analyse von Ponder und Lindberg überholt. Er war seit dem Jahr 1905 Mitglied und seit 1930 Ehrenmitglied der Deutschen Malakozoologischen Gesellschaft.
Thiele beschrieb mehr als 1.500 neue Molluskenarten, deren Typusmaterial bis heute am Museum für Naturkunde in Berlin hinterlegt ist. Herausragend in Bezug auf die Anzahl der wissenschaftlich erstmals beschriebenen Arten sind Thieles Bearbeitung der Mollusken-Ausbeuten der ersten Deutschen Südpolar-Expedition und der Deutschen Tiefsee-Expedition.
Johannes Thiele heiratete am 22. Oktober 1888 Fanny Wolle. Das Paar hatte vier Kinder – eine Tochter und drei Söhne.

## Schriften
Thiele verfasste in seinem Leben eine Reihe von Publikationen zu beinahe allen Gruppen der Mollusken. Einige dieser Arbeiten rangierten über Jahrzehnte als Standardwerke, etwa sein Handbuch der systematischen Weichtierkunde.
- Die Mundlappen der Lambellibranchiaten. Dissertation, Heidelberg 1886.
- mit Franz Hermann Troschel: Das Gebiss der Schnecken zur Begründung einer natürlichen Classification. Band 2, 402 p., Berlin 1866–1893. Nicolaische Verlagsbuchhandlung. (Fortsetzung des von Franz Hermann Troschel begonnenen Werkes).
- Die Stammesverwandtschaft der Mollusken. Ein Beitrag zur Phylogenie der Tiere. In: Jenaische Zeitschrift für Naturwissenschaft. 25, Jena 1891, S. 480–543.
- Wurmmollusken. In: Sitzungsberichte der naturwissenschaftlichen Gesellschaft ISIS. Dresden 1892, S. 3–4.
- Über die Zungen einiger Landdeckelschnecken. In: Nachrichtsblatt der Deutschen Malakozoologischen Gesellschaft. Band 26, 1894, S. 23–25.
- Beiträge zur vergleichenden Anatomie der Amphineuren. I. Über einige Neapler Solenogastres. In: Zeitschrift für wissenschaftliche Zoologie. Band 58, 1894, S. 222–302.
- Hemitrichia guimarasensis n. sp. In: Nachrichtsblatt der Deutschen Malakozoologischen Gesellschaft. Band 27, 1895, S. 131–132.
- Über die Verwandtschaftsbeziehungen der Amphineuren. In: Biologisches Centralblatt. Band 15, 1895, S. 859–869.
- Zwei australische Solenogastres. In: Zoologischer Anzeiger. Band 19, 1897, S. 398–400.
- Verzeichnis der von Herrn Dr. A. Voeltzkow gesammelten marinen und litoralen Mollusken. In: Abhandlungen herausgegeben von der Senckenbergischen Naturforschenden Gesellschaft. Band 26, 1900, S. 241–252.
- Proneomenia thulensis n. sp. In: Fritz Römer, Fritz Schaudinn (Hrsg.): Fauna Artica. Eine Zusammenstellung der arktischen Tierformen, mit besonderer Berücksichtigung des Spitzbergen-Gebietes auf Grund der Ergebnisse der Deutschen Expedition in das Nördliche Eismeer im Jahre 1898. Band 1, 1900, S. 111–116.
- Proneomenia amboinensis n. sp. In: Denkschriften der Medizinisch-Naturwissenschaftlichen Gesellschaft zu Jena. Band 8, 1902, S. 733–738.
- Zwei neue Macrodontes-Arten. In: Nachrichtsblatt der Deutschen Malakozoologischen Gesellschaft. Band 38, 1906, S. 69–71.
- mit Eduard von Martens: Beschreibung einiger im östlichen Borneo von Dr. Martin Schmidt gesammelten Land- und Süßwasser-Conchylien. In: Mitteilungen aus dem zoologischen Museum in Berlin. Band 4, 1908, S. 251–291.
- mit S. Jaeckel: Muscheln der Deutschen Tiefsee-Expedition. In: Wissenschaftliche Ergebnisse der Deutschen Tiefsee-Expedition auf dem Dampfer "Valdivia" 1898–1899. (Chun, C. ed.), vol. 21, No. 1, Gustav Fischer Verlag, Jena 1931.
- Molluskenfauna Westindiens. In: Zoologische Jahrbücher Abteilung für Systematik, Ökologie und Geographie der Tiere. Supplement 11, 1910, S. 109–132.
- Eine arabische Ennea und Bemerkungen über andere Arten. In: Sitzungsberichte der Gesellschaft naturforschender Freunde zu Berlin. 6, Berlin 1910, S. 280–284.
- Mollusken der deutschen Zentralafrika-Expedition. In: Wissenschaftliche Ergebnisse der deutschen Zentralafrika-Expedition 1907 bis 1908. Band 3, 1911, S. 175–214.
- Die Fauna Südwest-Australiens. In: Ergebnisse der Hamburger südwest-australischen Forschungsreise 1905. Band III, Lieferung 11, Prof. Dr. W. Michaelsen und Dr. R. Hartmeyer, Gustav Fischer Verlag, Jena 1911.
- Die antarktischen Schnecken und Muscheln. In: Erich von Drygalski: Deutsche Südpolar-Expedition 1901–1903. Band 8, No. 5, Georg Reimer, Berlin 1912.
- Familia Limidae. In: Systematisches Conchylien-Cabinet von Martini und Chemnitz. (Küster, H.C., Kobelt, W. & Haas, F. ed.), vol. 7, No. 2, Bauer & Raspe, Nürnberg 1920.
- Gastropoden der Deutschen Tiefsee-Expedition. In: Wissenschaftliche Ergebnisse der Deutschen Tiefsee-Expedition II Teil. Band 17, No. 2, Gustav Fischer Verlag, Berlin 1925.
- Über die Familie Assimineidae. In: Zoologische Jahrbücher Abteilung für Systematik, Ökologie und Geographie der Tiere. Band 53, 1927, S. 113–146.
- Über einige brasilianische Landschnecken. In: Abhandlungen herausgegeben von der Senckenbergischen Naturforschenden Gesellschaft. Band 40, 1927, S. 305–329.
- Revision des Systems der Hydrobiiden und Melaniiden. In: Zoologische Jahrbücher, Abteilung Systematik, Ökologie und Geographie der Tiere. Band 55, 1928, S. 351–402.
- Mollusken vom Bismarck-Archipel, von Neu-Guinea und Nachbar-Inseln. In: Zoologische Jahrbücher Abteilung für Systematik, Ökologie und Geographie der Tiere. Band 55, 1928, S. 119–146.
- Handbuch der systematischen Weichtierkunde. 2 Bände. (1929–1935), Gustav Fischer Verlag, Jena 1935.
- Gastropoda und Bivalvia. In: Die Fauna Südwest-Australiens. Ergebnisse der Hamburger südwest-australischen Forschungsreise 1905. (Michaelsen, W., Hartmeyer, R. ed.), vol. 5, No. 8, 1930, S. 561–596.
- Über einige hauptsächlich afrikanische Landschnecken. In: Sitzungsberichte der Gesellschaft naturforschender Freunde zu Berlin 1930. Berlin 1931, S. 392–403.